# Église réformée Saint-Martin de Bursins
L'église Saint-Martin, est un temple protestant située dans la commune de Bursins, en Suisse. La paroisse est membre de l'Église évangélique réformée du canton de Vaud.

## Histoire

### Église
Implantée sur le site d’une villa romaine, l’église remonte sans doute au VIIIe siècle. Attestée dès 1011 sous le vocable de Saint-Martin, elle est alors restituée au couvent de Romainmôtier par Rodolphe III de Bourgogne. L'église romane, à transept saillant sur lequel se greffaient une abside flanquée de deux absidioles, est transformée et agrandie au XVe siècle. En effet, vers 1472, le délabrement de l’église entraîne une démolition partielle de la nef et de l'ancienne cure, au sud de l'édifice. On prolonge alors le chœur en créant le chevet polygonal actuel, ces travaux étant attribuables à deux maîtres maçons d’origine genevoise. Le clocher est également reconstruit à cette époque sur le croisillon méridional. Au sud de la nef, une chapelle Saint-Nicolas, dont la voûte élaborée est un chef-d’œuvre, pour la région, du gothique flamboyant, est achevée vers 1518,. Classée monument historique en 1900.
Après la conquête bernoise et l’introduction de la Réforme, l’église devient protestante. En 1736, percement de trois grandes fenêtres dans la nef et pose d’une voûte lambrissée en berceau. Nouveau plafond en plâtre sur la nef en 1792. Classement comme monument historique en 1900, 1901 et 1959. Importante restauration en 1901-1903.
En 2004, la commune a adhéré à la fédération des sites clunisiens, organisation fondée 1994 et visant à regrouper tous les sites clunisiens d'Europe. L'église, de même que la cure et la maison forte attenante, sont inscrites comme bien culturel suisse d'importance nationale.

### Prieuré, puis château
Attesté depuis 1238, le prieuré est en fait bien plus ancien, puisque Bursins dépend de Romainmôtier depuis 1011 en tout cas. À l’ouest du lieu de culte s’élevait un établissement conventuel contemporain de l'église. Il est fortifié avant 1284, et encore renforcé de tours vers 1375. On parle alors d’une maison forte avec fossé, et l’ensemble est bientôt qualifié de château. À la Réforme, les nouvelles autorités bernoises conservent à Bursins un siège de châtellenie. D’importants travaux ont lieu durant la seconde moitié du XVIe siècle, on établit notamment de grandes fenêtres à croisée de pierre. Ce corps de logis principal devient bâtiment communal au début du XIXe siècle (logement et école), tandis que les ailes annexes sont acquises par des particuliers. L’ancienne maison forte est achetée par l’État de Vaud en 1925 en vue de démolition, mais est revendue à la Bourse des Pauvres. Parvenue en mains privées en 1978, elle est alors restaurée,. Classé monument historique en 1978.